# دومينغو مورينو
دومينغو مورينو (بالإسبانية: Aníbal Moreno) هو لاعب كرة قدم أرجنتيني، ولد في 13 مايو 1999. شارك مع منتخب الأرجنتين تحت 20 سنة لكرة القدم. أما مع النوادي، فقد لعب مع نيولز أولد بويز.

## وصلات خارجية
- دومينغو مورينو على موقع قاعدة بيانات كرة القدم.إي يو (الإنجليزية)
- دومينغو مورينو على موقع Soccerway.com (الإنجليزية)
- دومينغو مورينو على موقع عالم كرة القدم.نت (الإنجليزية)